# Варшавская (станция метро, Киев)
«Варша́вская» (укр. Варша́вська, до 18 мая 2023 года — «Проспе́кт Пра́вды (укр. «Проспе́кт Пра́вди»)) — строящаяся станция Сырецко-Печерской линии Киевского метрополитена. Согласно Генплану Киева, она будет расположена в Подольском районеː на перекрестке проспекта Правды и Межевой улицы, что на Виноградаре и Мостицком массиве. Предыдущее название было от проспекта Правды (ныне — проспект Европейского Союза).

## История
Строительство началось в феврале 2019 года. 
Открытие станции было запланировано на 12 мая 2023 года, в составе 1-й очереди продления линии. 
Проектная стоимость участка «Сырец» — «Проспект Правды» (со станцией «Мостицкая») равна 6,3 млрд. гривен.
18 мая 2023 года на пленарном заседании Киевского городского совета депутаты проголосовали за переименование станции в «Варшавскую». 15 августа 2024 года КП «Киевский метрополитен» заключил договор на продолжение работ по строительству Сырецко-Печерской линии метрополитена в направлении жилмассива Виноградарь. Победителем тендера стало ООО «Группа компаний Автострада». Срок выполнения строительных работ составляет 30 месяцев, а их стоимость составляет 13,785 млрд грн.

## Описание
Проект интерьера станции разрабатывается архитекторами «Киевметропроект». Планируется, что станция будет колонная двухпролётная мелкого заложения с двумя боковыми платформами.